# Rune Sörmander
Rune Bertil Leopold "Kyparn" Sörmander, född 14 november 1929 i Almesåkra socken, död 20 december 2020, var en svensk speedwayförare. Han är en av Sveriges mest framgångsrika i sin sport.
Sörmander blev svensk mästare individuellt tre gånger, 1955, 1958 och 1959. Han tog två SM-guld i paråkning, åren 1952 och 1954. Lagmästare blev Sörmander 1957–1959 samt 1962 och mellan 1952 och 1961 var han fem gånger bäste poängplockare i svenska speedwayserien.
Han var med i det svenska lag som blev världsmästare 1960, 1962, 1963 och 1964.